# ولز (مین)
ولز (به انگلیسی: Wales) یک منطقهٔ مسکونی در ایالات متحده آمریکا است که در شهرستان آندروسکوجین، مین واقع شده‌است. ولز ۴۳٫۵۹ کیلومتر مربع مساحت و ۱٬۶۰۸ نفر جمعیت دارد و ۸۴ متر بالاتر از سطح دریا واقع شده‌است.